# Pimpla oropha
Pimpla oropha är en stekelart som först beskrevs av Porter 1970.  Pimpla oropha ingår i släktet Pimpla och familjen brokparasitsteklar. Inga underarter finns listade i Catalogue of Life.